# Wagner Leonardo
Wagner Leonardo Calvelo de Souza (Praia Grande, 23 de julho de 1999) é um futebolista brasileiro que atua como zagueiro. Atualmente joga no Grêmio.

## Carreira

### Santos
Wagner ingressou nas categorias de base do Santos em 2009, aos nove anos, no sub-11. Em fevereiro de 2019, depois de disputar a Copa São Paulo de Futebol Júnior de 2019, foi promovido ao time principal pelo técnico Jorge Sampaoli.
Wagner fez sua estreia pela equipe principal em 7 de março de 2019, entrando como substituto no lugar de Gustavo Henrique em uma vitória em casa por 4 a 0 sobre o América de Natal, pela Copa do Brasil. Fez seu primeiro jogo em uma competição continental no dia 20 de outubro de 2020, substituindo Felipe Jonatan na vitória em casa por 2 a 1 contra o Defensa y Justicia, pela Copa Libertadores da América de 2020.

### Náutico
Em 2 de abril de 2021, Wagner foi emprestado ao Náutico. Sua estreia aconteceu em 7 de abril, entrando como substituto em uma vitória fora de casa por 3 a 2 sobre o Salgueiro, pelo Campeonato Pernambucano de 2021. Ele se tornou um titular regular na temporada pelo clube, e marcou seu primeiro gol no dia 26 de abril em um empate em casa por 2 a 2 com o Afogados.

### Retorno ao Santos
Com a saída de Luan Peres para o Olympique de Marseille, em 8 de julho de 2021, o Santos solicitou o retorno de Wagner Leonardo. Sua reestreia pelo time aconteceu em 1 de agosto, entrando como substituto em uma vitória fora de casa por 1 a 0 sobre a Chapecoense, pelo Campeonato Brasileiro de 2021. Marcou seu primeiro gol pela equipe em 10 de outubro, em uma vitória em casa por 1 a 0 sobre o Grêmio.

### Fortaleza
Em 21 de dezembro de 2021, Wagner foi contratado pelo Fortaleza por empréstimo até março de 2023, com cláusula de compra. Mas, foi relacionado para apenas três jogos e não atuou em nenhum momento pelo clube. No dia 8 de março de 2022, o Fortaleza comunicou o retorno do jogador ao Santos.

### Cruzeiro
No dia 12 de março de 2022, o Cruzeiro anunciou a contratação de Wagner Leonardo, por um contrato de empréstimo até abril de 2023. Sua estreia aconteceu em 22 de março, entrando como substituto em uma vitória em casa por 2 a 0 sobre o Athletic, pelo Campeonato Mineiro de 2022. Seu primeiro gol pela equipe aconteceu em 1 de julho, em uma vitória em casa por 2 a 0 sobre o Vila Nova, pela Série B de 2022.

### Portimonense
Em dezembro de 2022, rescindiu o contrato com o Santos e acertou com o Portimonense, clube da primeira divisão de Portugal. Na negociação para a rescisão do contrato, o Peixe permaneceu com 30% dos direitos econômicos do defensor.
O defensor começou a temporada de 2023 no clube, mas ficou menos quatro meses, com somente uma participação em jogo.

### Vitória
Em março de 2023, foi empresado pelo Portimonense ao Vitória até o final da temporada. Em julho do mesmo ano, o Vitória adquiriu o zagueiro em definitivo e assinou novo vínculo com o Rubro-Negro até 2025.

### Grêmio
No fim da tarde de 14 de fevereiro de 2025, o Vitória anunciou a venda do zagueiro Wagner Leonardo ao Grêmio por 4,5 milhões de dólares, equivalente a 26 milhões de reais.

## Estatísticas
Atualizadas até 11 de outubro de 2022

### Clubes
| Equipe            | Temporada         | Campeonato nacional | Campeonato nacional | Campeonato nacional | Copa nacional[a] | Copa nacional[a] | Copa nacional[a] | Competições continentais[b] | Competições continentais[b] | Competições continentais[b] | Outros torneios[c] | Outros torneios[c] | Outros torneios[c] | Total | Total | Total   |
| Equipe            | Temporada         | Jogos               | Gols                | Assist.             | Jogos            | Gols             | Assist.          | Jogos                       | Gols                        | Assist.                     | Jogos              | Gols               | Assist.            | Jogos | Gols  | Assist. |
| ----------------- | ----------------- | ------------------- | ------------------- | ------------------- | ---------------- | ---------------- | ---------------- | --------------------------- | --------------------------- | --------------------------- | ------------------ | ------------------ | ------------------ | ----- | ----- | ------- |
| Santos            | 2019              | 0                   | 0                   | 0                   | 1                | 0                | 0                | 0                           | 0                           | 0                           | 0                  | 0                  | 0                  | 1     | 0     | 0       |
| Santos            | 2020              | 12                  | 0                   | 0                   | 0                | 0                | 0                | 4                           | 0                           | 0                           | 0                  | 0                  | 0                  | 16    | 0     | 0       |
| Santos            | 2021              | 16                  | 1                   | 0                   | 3                | 0                | 0                | 2                           | 0                           | 0                           | 2                  | 0                  | 0                  | 23    | 1     | 0       |
| Santos            | Total             | 28                  | 1                   | 0                   | 4                | 0                | 0                | 6                           | 0                           | 0                           | 2                  | 0                  | 0                  | 40    | 1     | 0       |
| Náutico           | 2021              | 8                   | 0                   | 0                   | —                | —                | —                | —                           | —                           | —                           | 8                  | 2                  | 0                  | 16    | 2     | 0       |
| Náutico           | Total             | 8                   | 0                   | 0                   | 0                | 0                | 0                | 0                           | 0                           | 0                           | 8                  | 2                  | 0                  | 16    | 2     | 0       |
| Fortaleza         | 2022              | —                   | —                   | —                   | —                | —                | —                | —                           | —                           | —                           | 0                  | 0                  | 0                  | 0     | 0     | 0       |
| Fortaleza         | Total             | 0                   | 0                   | 0                   | 0                | 0                | 0                | 0                           | 0                           | 0                           | 0                  | 0                  | 0                  | 0     | 0     | 0       |
| Cruzeiro          | 2022              | 5                   | 1                   | 0                   | 0                | 0                | 0                | —                           | —                           | —                           | 1                  | 0                  | 0                  | 6     | 1     | 0       |
| Cruzeiro          | Total             | 5                   | 1                   | 0                   | 0                | 0                | 0                | 0                           | 0                           | 0                           | 1                  | 0                  | 0                  | 6     | 1     | 0       |
| Total na carreira | Total na carreira | 41                  | 2                   | 0                   | 4                | 0                | 0                | 6                           | 0                           | 0                           | 11                 | 2                  | 0                  | 62    | 4     | 0       |

- a. ^ Jogos da Copa do Brasil
- b. ^ Jogos da Copa Libertadores da América e da Copa Sul-Americana
- c. ^ Jogos do Campeonato Paulista, Campeonato Pernambucano, Copa do Nordeste e Campeonato Mineiro

## Títulos
Náutico
- Campeonato Pernambucano: 2021[carece de fontes?]

Cruzeiro
- Campeonato Brasileiro - Série B: 2022[carece de fontes?]

Vitória
- Campeonato Brasileiro - Série B: 2023[carece de fontes?]
- Campeonato Baiano: 2024[carece de fontes?]

Grêmio
- Recopa Gaúcha 2025

### Prêmios individuais
- Seleção do Campeonato Baiano: 2024[carece de fontes?]